# Rolling Hills, Kalifornien
Rolling Hills är en stad i Los Angeles County, Kalifornien, USA på Palos Verdes-halvön. 
Vid folkräkningen år 2000 hade staden en befolkning på 1 871 personer. Enligt United States Census Bureau har staden en total areal på 8,0 km², allt är land.
Rolling Hills består helt och hållet av ett enda "grindsamhälle", dvs området är avstängt från utomstående. Invånarna arbetar, handlar, går i skolan och erhåller andra tjänster utanför själva staden som upprätthåller en lantlig prägel utan trafikljus, med häststigar längs gatorna och glest mellan husen.
Rolling Hills gränsar till Rolling Hills Estates i norr och till Rancho Palos Verdes på alla andra sidor.

## Befolkning
Vid folkräkningen år 2000 hade staden 1 871 invånare.
Invånarna i Rolling Hills identifierade sig själva (enligt United States Census Bureau) som: 79,80% "vita", 2,03% afroamerikaner, 14,00% asiater, 1,18% "av annan ras" OCH 2,51% "av två eller fler raser". Latinamerikaner "oavsett ras" var 4,54% av befolkningen.
Av staden Rolling Hills befolkning beräknades cirka 1,3% leva under fattigdomsgränsen (år 2004) jämfört med 13,1 % för hela USA och 13,3% för Kalifornien.